# Deathless
Deathless es el quinto álbum de estudio de la banda estadounidense de metalcore Miss May I. Fue lanzado el 7 de agosto de 2015 a través de Rise Records. El álbum fue producido por Joey Sturgis, quien produjo sus dos primeros álbumes (Apologies Are for the Weak y Monument), y Nick Sampson. Este es el último álbum que la banda lanzó con Rise Records.
El álbum se incluyó en el puesto número 45 de la lista de los 50 mejores lanzamientos de Rock Sound de 2015.

## Lista de canciones
| N.º | Título                               | Duración |  |
| 1.  | «I.H.E.»                             | 3:47     |  |
| 2.  | «Trust My Heart (Never Hope to Die)» | 2:53     |  |
| 3.  | «Psychotic Romantic»                 | 3:16     |  |
| 4.  | «Deathless»                          | 3:51     |  |
| 5.  | «Bastards Left Behind»               | 4:32     |  |
| 6.  | «Arise»                              | 3:24     |  |
| 7.  | «Turn Back the Time»                 | 3:52     |  |
| 8.  | «Empty Promises»                     | 4:07     |  |
| 9.  | «The Artificial»                     | 3:23     |  |
| 10. | «Born from Nothing»                  | 3:02     |  |

## Posicionamiento en lista
| Lista (2015)                          | Posición |
| ------------------------------------- | -------- |
| Estados Unidos (Billboard 200)        | 49       |
| Estados Unidos (Independent Albums)   | 4        |
| Estados Unidos (Top Hard Rock Albums) | 2        |
| Estados Unidos (Top Rock Albums)      | 5        |

## Personal
Miss May I
- Levi Benton – voz principal
- Ryan Neff – bajo, voz aguda
- B.J. Stead – guitarra principal, coros
- Justin Aufdemkampe – guitarra rítmica, coros
- Jerod Boyd – batería